# Trưng cầu dân ý Mahoran, 2009
Một cuộc trưng cầu dân ý trở thành một tỉnh hải ngoại của Pháp được tổ chức tại Mayotte vào ngày 29 tháng 3 năm 2009. Mayotte đã là một lãnh thổ hải ngoại của Pháp kể từ năm 2003. Ngược lại với bốn khu vực khác tương tự (Guadeloupe, Martinique, Réunion và Guiana thuộc Pháp), Mayotte sẽ không có trở thành một tỉnh hải ngoại hoặc vùng hải ngoại, nhưng sẽ chỉ có duy nhất nghị viện đơn; trong khi bốn tỉnh và vùng hải ngoại khác sẽ có quyền lựa chọn thay đổi tư cách của mình theo hình thức này.
Mayotte đã trở thành tỉnh thứ 101 của Pháp và là tỉnh đầu tiên với số dân Hồi giáo chiếm 95% vào năm 2011 do kết quả của cuộc bỏ phiếu "thuận".
Động thái này đã bị phản đối Liên minh châu Phi và Comoros, những tổ chức đã tuyên bố đó là "chiếm đóng của một thế lực nước ngoài" và một số cuộc biểu tình đã được tổ chức tại Moroni, thủ đô của Comoros. Phó Chủ tịch Comoros cho biết cuộc bầu cử là một lời "tuyên chiến". 

## Bối cảnh
Dân số của Mayotte khoảng 186.000 người. 95% dân Mahoran là người Hồi giáo Sunni. Nhiều người Mahoran Nhiều người thông thạo ngôn ngữ địa phương, bao gồm tiếng Shimaore và tiếng Bushi, thay vì tiếng Pháp. Người ta tin rằng một phần ba dân số bao gồm những người nhập cư bất hợp pháp, chủ yếu là từ các nước láng giềng nghèo khó đảo Comoros. Liên minh chính trị tiếp tục với Pháp đã cho phép Mayotte vẫn còn tương đối thịnh vượng, ít nhất là theo tiêu chuẩn khu vực, so với Comoros độc lập. Comoros đã bị mất ổn định kinh tế và chính trị kể từ khi độc lập, tiếp tục tuyên bố Mayotte như một phần của lãnh thổ của mình.
Tổng thống Pháp Nicolas Sarkozy hứa hẹn một cuộc trưng cầu vào tình trạng tương lai của Mayotte trong cuộc bầu cử tổng thống Pháp 2007.
Nhiều người Mahoran hy vọng nếu kết quả thuận thì sẽ mang lại lợi ích kinh tế trong tương lai. Tỷ lệ thất nghiệp ở Mayotte đứng ở mức trên 25% tại thời điểm trưng cầu dân ý năm 2009.